# Mianka (dopływ Nurca)
Mianka (Mień) – rzeka, prawy dopływ Nurca o długości 27,15 km. 
Źródła rzeki znajdują się w okolicy wioski Szymbory-Andrzejowięta na wysokości około 157 m n.p.m. Płynie przez Wysoczyznę Wysokomazowiecką w województwie podlaskim. Przepływa przez miejscowości: Dąbrówka Kościelna, Kostry-Noski, Wyliny-Ruś i Mień, po czym uchodzi do Nurca.